# Phosphatidylinositol-3,4-bisphosphate
Un phosphatidylinositol-3,4-bisphosphate (abrégé PtdIns(3,4)P2 ou PI(3,4)P2) est l'une des sept classes de phosphoinositides des membranes cellulaires des eucaryotes, c'est-à-dire un dérivé phosphorylé de phosphatidylinositols. Ce phospholipide est un constituant mineur des membranes cellulaires mais est un messager secondaire important de la transduction de signal à travers cette membrane.